# Накі Ісанбет
Накі Ісанбет (Накі Сіразієвіч Закіров, тат. Nəqi İsənbət, Нәкый Исәнбәт; нар. 29 грудня 1899, Малояз, Башкортостан, Російська імперія — 12 вересня 1992, Татарстан) — татарський письменник, поет, драматург, прозаїк, вчений-фольклорист і філолог, укладач татарських словників.

## Біографія
Накі Ісанбет — син сільського мулли (с. Малояз, нині Салаватський район), почавши свою освіту в сільському медресе, продовжив її в медресе «Хасанія» (м. Уфа).
У 15 років, будучи шакірдом знаменитого казанського медресе «Мухаммадія», почав друкуватися в журналах. В цей же час проявився його інтерес до слова і мови, а свою безмежну любов до народної творчості, до рідної мови він проніс через все життя.
Його вірші стали словами улюблених народом пісень («Уракчи киз», «Бормали су», «Гармонь», «Син сазиңни уйнадиң»). Його п'єси міцно увійшли в репертуар татарських театрів («Ходжа Насретдін», «Зифа», «Портфель», «Муса Джаліль», «Хіджрат» та інші). Твори для дітей (включаючи фольклорні) також дуже популярні («Мираубай батир»).
Неоціненним внеском в татарську культуру було видання зібраного Н. Ісанбетом тритомника «Татарські народні прислів'я» (унікального і найбільшого збірка на тюркських мовах), книг «Татарські народні загадки» і «Дитячий фольклор».
Н. Ісанбет ввів в культурний обіг героїчний епос (дастан) татарського народу «Ідегей», вперше опублікував в 1940 році його зведений текст, складений ним за принципом творчої реставрації. Нова уточнена версія епосу була підготовлена ним до публікації, але війна, а потім заборона тодішньої влади, затримали опублікування. Ці матеріали пізніше були використані в публікації кінця 1980-х років, але без будь-яких посилань на авторство.

## Пам'ять
- Похований на Татарському кладовищі Казані
- В м. Казані в Радянському районі є вулиця Накі Ісанбета.

## Нагороди та звання
- орден Леніна (14.06.1957)
- орден Трудового Червоного Прапора (16.01.1970)
- орден Дружби народів (29.12.1979)[2]
- Заслужений діяч мистецтв Татарської АРСР (1957)
- Заслужений діяч мистецтв РРФСР (26.12.1959)
- Державна премія Татарської АРСР ім. Г. Тукая (1968)
- Народний письменник Татарської АРСР (1986)

## Твори
Перекладав на татарську твори О. С. Пушкіна і В. Шекспіра.
- Вірші на татарській мові ,
- п'єса «Ходжа Насретдін» (татарською мовою) (1940),
- історична драма «Мулланур Вахітов» (1947 — російський переклад 1957),
- п'єса «Райхан» (1953),
- трагедія «Муса Джаліль» (1955),
- Татарські народні прислів'я, в 3-х томах, видання друге, Казань 2010 Татарське книжкове видавництво, тираж 3000 екземплярів., на татарській мові.